# Humanistisch Vredesberaad
Het Humanistisch Vredesberaad (HVB) is een Nederlandse vredesorganisatie van humanisten. Het HVB is verwant aan en voortgekomen uit het Humanistisch Verbond, maar treedt onafhankelijk daarvan op.
Het Humanistisch Vredesberaad is ontstaan binnen geledingen van het Humanistisch Verbond die zich zorgen maakten over de (nucleaire) bewapeningswedloop. Het HVB, officieus opgericht in november 1981 als werkstichting van het Humanistisch Verbond, is de voortzetting van de Permanente Commissie Verontrusting Atoombewapening en de (ook uit het Humanistisch Verbond voortgekomen) Stichting Humanistisch Centrum Vredesvraagstukken. Sinds maart 1984 bestaat het HVB als onafhankelijke stichting, mede als gevolg van onenigheid binnen het Humanistisch Verbond over de te varen koers met betrekking tot ontwapeningsvraagstukken.
Het HVB wil informeren en bewustmaken op basis van humanistische beginselen en doeleinden. Speciale aandacht wordt daarbij gegeven aan humanistische vredesopvoeding en geweldloze conflicthantering.
Het HVB is aangesloten bij de Humanistische Alliantie, een overkoepeling van humanistische organisaties in Nederland. Het participeert verder in het Platform voor Vrede en Geweldloosheid, in Keer het Tij en in het Platform tegen de Nieuwe Oorlog. Het HVB gaf tot en met 2011 samen met de Vredesbeweging Pais en het Haags Vredesplatform (HVP) het tijdschrift 't Kan Anders uit.
In augustus 2010, toen de pogingen gaande waren een kabinet van CDA en VVD met gedoogsteun van de PVV te formeren, schreef het HVB een protestbrief aan de Eerste en Tweede Kamer waarin een dergelijk kabinet "ultrarechts" en "een bedreiging voor de vrede" werd genoemd. Het HVB keerde zich o.a. tegen "de antimoslimagenda van de PVV" en "de pro-Israëlhouding van PVV-leider Wilders en minister Verhagen van het CDA".

## Journalist voor de Vrede
Het Humanistisch Vredesberaad reikt periodiek een vredesprijs uit aan een journalist, programmamaker, publicist of cartoonist in het Nederlandse taalgebied. Als criterium hanteert het HVB daarbij dat de bewuste journalist zich "heeft onderscheiden door onafhankelijke, objectieve en kritische berichtgeving, en aldus heeft bijgedragen aan een cultuur van vrede en rechtvaardigheid". Deze prijs voor de "Journalist voor de Vrede" werd in het verleden ook aangeduid als de "Han Achttienribbeprijs voor Vredesjournalistiek". Vanaf 2003 werd deze prijs elk jaar toegekend, in 2013 werd echter besloten dit tot een tweejaarlijkse gebeurtenis te maken.
Tot Journalist voor de Vrede werden vanaf 2003 uitgeroepen:
- 2003: Stan van Houcke
- 2004: Anja Meulenbelt
- 2005: Mohammed Benzakour
- 2006: Ramsey Nasr
- 2007: Koert Lindijer
- 2008: Arnold Karskens
- 2009: Minka Nijhuis
- 2010: Huub Jaspers
- 2011: Nicole le Fever
- 2012: Gie Goris
- 2014: Jan Eikelboom
- 2016: Sinan Can
- 2018: Rudi Vranckx
- 2020: Carolien Roelants
- 2022: Hans Jaap Melissen

## Voorzitters
- 1984-1985: Sicco Mansholt
- 1989-1999: Henk Bos
- 1994-2001: Rein Heijne
- 2002-2010: Anke Polak
- vanaf 2010: Theo Nuijten